# Terebripora reticulum
Terebripora reticulum är en mossdjursart som beskrevs av Fischer 1866. Terebripora reticulum ingår i släktet Terebripora och familjen Terebriporidae. Inga underarter finns listade i Catalogue of Life.